# Synapta hispida
Synapta hispida is een zeekomkommer uit de familie Synaptidae.
De wetenschappelijke naam van de soort werd in 1868 gepubliceerd door Heller.